# Niederschlesische Heide

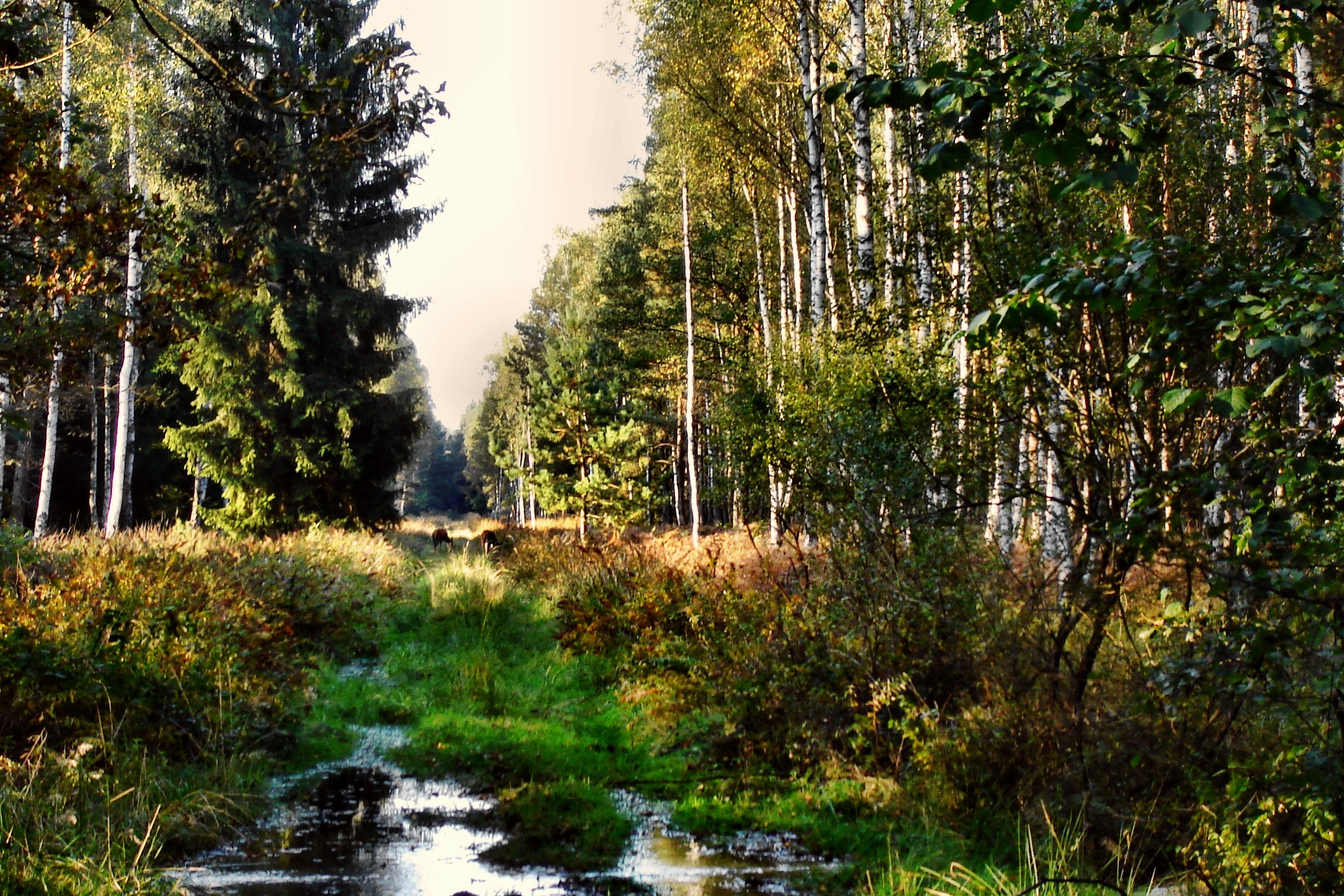
Panoramaaufnahme des Waldes (2010)

Die Niederschlesische Heide, oft auch Niederschlesisch-Lausitzer Heide genannt, (polnisch Bory Dolnośląskie, schlesisch Niederschläsche Heede) ist ein Naturschutzgebiet auf beiden Seiten der deutsch-polnischen Grenze.
Die Muskauer Heide ist Teil der niederschlesischen Heiden, über 2000 km² großen, weitgehend geschlossenen Waldgebietes zwischen der Sprotte im Osten und der Schwarzen Elster im Westen, durchquert von den Flüssen Bober, Queis, Großer und Kleiner Tschirne, Lausitzer Neiße und Spree.
Die Niederschlesische Heide bzw. die Muskauer, Görlitzer und Saganer Heide sowie die Lausitzer Höhen im Norden waren geprägt durch ihre ausgedehnten Kiefernbestände.
In der Niederschlesischen Heide dominiert die Kiefer, es gibt aber auch zahlreiche Sorten von Eichen, Buchen und anderen Laubbäumen.